# 豊科病院
豊科病院（とよしなびょういん）は、長野県安曇野市豊科にある社会医療法人城西医療財団が運営する私立病院。

## 沿革
- 1919年 - 豊科町に関療院の分院を開設。
- 1920年 - 豊科療院と改称。
- 1953年 - 城西病院に合併。
- 1956年 - 豊科病院と改称。精神科と神経科を開設。
- 1985年 - 内科病棟を新設。

## 診療
神経科・精神科・内科・精神科作業療法室・精神科デイケア・栄養部・医療相談室

## 交通アクセス
- 安曇野市豊科地域振興バス…近代美術館下車